# جامعة جورجيا
جامعة جورجيا (بالإنجليزية: University of Georgia، وتختصر إلى UGA أو U. Georgia أو Georgia) هي جامعة بحثية أمريكية يقع حرمها في مدينة أثينا بولاية جورجيا الأمريكية على مساحة 759 آكر (3.07 كيلومتر مربع)، وهي الجامعة الأقدم والأكبر في منظومة جامعات ولاية جورجيا، ودائمًا ما تحتل موقعًا بين الجامعات المائتين الأفضل على مستوى العالم.
أنشئت الجامعة سنة 1785، وتعد بذلك أقدم وأكبر مؤسسات التعليم العالي في ولاية جورجيا، وتتنازع كل من جامعة جورجيا وكلية وليم وماري وجامعة كارولاينا الشمالية في تشابل هل لقب أقدم جامعة عامة في الولايات المتحدة. ويندرج حرم الجامعة الشمالي التاريخي ضمن السجل الوطني الأمريكي للمواقع التاريخية.
تمنح جامعة جورجيا ما يزيد على 140 درجة علمية في عدد كبير من التخصصات الدراسية، وتحتوي مكتبات الجامعة (وعددها 13 مكتبة موزعة على مواقع الجامعة المتعددة) على ما مجموعه 4.7 مليون كتاب وعلى واحدة من أكبر مجموعات الخرائط في البلاد. وتعد جامعة جورجيا واحدة من 126 مؤسسة تتكون منها رابطة المكتبات البحثية.
تنقسم جامعة جورجيا إلى 18 مدرسة وكلية، تتوزع على ثلاثة مواقع رئيسية أكبرها هو الحرم الجامعي الرئيسي في أثينا بولاية جورجيا، إلى جانب حرمي مدينتي تيفتون وغريفن بالولاية. كما يوجد حرمان تابعات للجامعة في كل من أطلنطا ولورنسفيل.

## من مشاهير الخريجين
- تخرج جميع أعضاء فريق آر إي إم الأربعة في جامعة جورجيا.
- تيريزا إدواردز، لاعبة كرة سلة أمريكية، هي لاعب كرة السلة الأمريكي الوحيد الذي شارك في خمس دورات أولمبية.
- جوش هولواي، ممثل أمريكي، من أشهر أدواره دور جيمس فورد في المسلسل الأمريكي لوست.
- دين راسك، وزير خارجية الولايات المتحدة في عهدي جون كنيدي وليندون جونسون، وهو ثاني أطول وزراء خارجية الولايات المتحدة بقاء في منصبه بعد كورديل هل.
- سوني بيردو، طبيب بيطري شغل منصب حاكم ولاية جورجيا.
- عبد الكريم الإرياني، سياسي ورئيس وزراء يمني.
- كروفورد لونغ، جرّاح أمريكي، هو أول من قام بالتخدير بواسطة الإثير.
- كيم بايسنجر، ممثلة أمريكية، اشتهرت بدورها في فيلم «الرجل الوطواط».
- مات لانتر، ممثل وعارض أزياء أمريكي أدى صوت «آناكن سكايوكر» في فيلم حرب النجوم.

## وصلات خارجية
- الموقع الرسمي للجامعة على الإنترنت